# Ugo Morelli
Ugo Morelli (Grottaminarda, 19 novembre 1951) è un saggista e psicologo italiano.
Studioso di scienze cognitive, è professore di psicologia del lavoro e delle organizzazioni presso l'Università degli Studi di Bergamo. Ha ideato e diretto la Scuola per il governo del territorio e del paesaggio della Provincia autonoma di Trento, dove attualmente è direttore del Master WNHM / World Natural Heritage Management, pensato per formare alla conoscenza e alla gestione dei Beni naturali iscritti nella lista del patrimonio mondiale UNESCO (Dolomiti e altri siti montani).

## Biografia
Laureato in Scienze Politiche presso l'Università di Bologna, con una tesi in Metodologia della ricerca sotto la guida di Giovanni Pellicciari, si interessa prevalentemente allo studio dei processi psichici nei gruppi e nelle istituzioni e, in particolare, ai seguenti temi: psicologia del lavoro, dell'organizzazione e della conoscenza; relazione tra mente, educazione, formazione e apprendimento; ricerca-azione e formazione-intervento sul conflitto; esperienza estetica, creatività e innovazione.
Ha svolto studi nel campo del metodo per l'analisi delle relazioni asimmetriche, del conflitto e del potere, con la conduzione di Michel Foucault e di Luigi Pagliarani, nonché nel campo dell'analisi psicosociologica delle organizzazioni e delle istituzioni con Francesco Novara, Eugéne Enriquéz e Harold Bridges, con Centro di Psicologia Adriano Olivetti Torino, Università degli Studi di Milano, Università di Parigi VII, Tavistok Institute on Human Relation, Londra.
Alla collaborazione con l'Università di Bologna segue una fase di ricerca applicata nel campo dell'apprendimento, della formazione e degli studi organizzativi: dapprima con l'insegnamento di Gestione e sviluppo delle risorse umane presso l'Università Ca' Foscari Venezia, successivamente con l'insegnamento di Psicologia dell'innovazione e della creatività presso lo IUAV di Venezia. Insieme con Mauro Ceruti, Telmo Pievani e altri, fonda Pluriverso, una rivista di epistemologia e cultura della civiltà planetaria. L'attività di Action Research, sviluppo organizzativo e formazione lo ha portato a collaborare con organizzazioni come Barilla S.p.A. (2006-2008), Unilever Italia (1992-2002), Banca della Svizzera Italiana (Lugano-Milano, 1998-2001), Credem (Reggio Emilia, 1988-1996).
Per la Trentino School of Management (Università degli Studi di Trento), ha progetto e diretto il Master of Art and Culture Management (2002-2008) e l'Executive Master per dirigenti e quadri delle istituzioni e degli eventi dell'arte e della cultura.
Dal 2010 al 2016 è Presidente del Comitato Scientifico di Step, Scuola per il governo del territorio e del paesaggio, dove ha la direzione scientifica del World Heritage Management Master di Unesco, e l'insegnamento di Psicologia della creatività e dell'innovazione.
Dal 2015 a oggi insegna Scienze cognitive applicate al paesaggio e alla vivibilità presso il Dipartimento di Architettura (DIARC) dell'Università Federico II di Napoli
Con la psicologa e psicoanalista Carla Weber porta avanti gli studi sui processi psicodinamici dell'apprendimento e fonda, a Trento, Polemos, una scuola di studi e ricerche sui conflitti, di cui è presidente. Dal 2008 è docente di Psicologia del lavoro e delle organizzazioni presso l'Università di Bergamo.
Ha ricevuto il premio dell'Associazione Italiana Formatori per il libro Incertezza e Organizzazione. Scienze cognitive e crisi della retorica manageriale (edito da Raffaello Cortina) quale miglior libro dell'anno 2010.

## Pubblicazioni

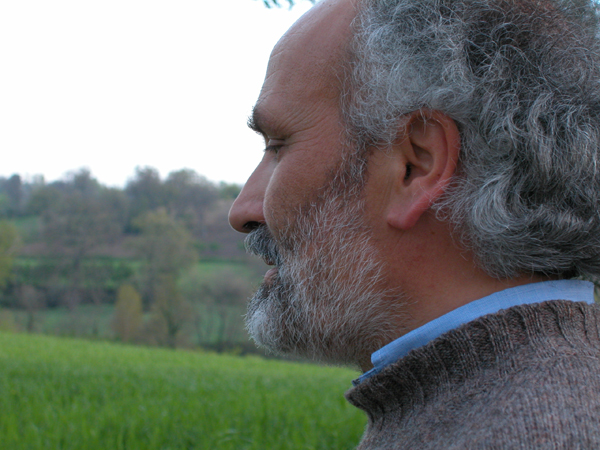
Ugo Morelli, 2012

- Classi e movimenti migratori, Roma, Coines 1976
- Sottosviluppo e servizi (con Giovanni Pellicciari e altri), Milano, Franco Angeli 1980
- Organizzazione dei servizi, (con Giovanni Pellicciari e altri), Milano, Franco Angeli 1981
- (a cura di), Movimenti migratori e mercato del lavoro, Milano, Franco Angeli 1981
- (a cura di), La valutazione degli interventi formativi, Milano, Franco Angeli 1984
- Il lavoro immaginato, con Introduzione di Guido Sarchielli, Milano, Franco Angeli 1987
- (con Carla Weber), Affetti e cognizione nell'apprendimento e nella formazione, Milano, Guerini e associati 2005
- Conflitto. Identità, interessi, culture, Roma, Meltemi 2006
- Parole a perdere, Roma, Meltemi 2008 [6]
- Con altri occhi, Trento, Egon Edizioni 2010 [7]
- Mente e Bellezza. Arte, creatività e innovazione, Torino, Umberto Allemandi & C. 2010 [8]
- Management dell'arte e della cultura con Gabriella De Fino, Milano, Franco Angeli Editore/TSM - Trentino School of Management 2010 [9]
- Incertezza e Organizzazione. Scienze cognitive e crisi della retorica manageriale, Milano, Raffaello Cortina Editore 2010
- Mente e paesaggio - Una teoria della vivibilità, Torino, Bollati Boringhieri Editore 2011 [10]
- (a cura di, con Carla Weber) Luigi Pagliarani, Violenza e bellezza. Il conflitto negli individui e nelle istituzioni, Milano, Guerini e associati 2012
- (con Luca Mori), Il codice materno del potere. Autorità, partecipazione, democrazia, Pisa, Edizioni ETS, 2013
- (a cura di), La mano. Arte, arto, artefatti, Torino, Codice Edizioni, 2013
- (a cura di, con Gianluca Cepollaro), Paesaggio lingua madre, Trento, Erickson 2013
- Erba cedra e segreti amori (romanzo), Trento, Zandonai 2014
- Il conflitto generativo. La responsabilità del dialogo contro la globalizzazione dell'indifferenza, Roma, Città Nuova Editrice 2014
- Noi infanti planetari, Milano, Meltemi 2017
- Eppur si crea, Roma, Città Nuova Editrice, 2018
- Empatie ritrovate, Milano, Edizioni S. Paolo 2019
- Virus. Il grande esperimento, con Gianpaolo Carbonetto, Udine, KappaVu 2019
- Le passioni di Venere, con Emanuela Fellin, Milano, Meltemi 2021
- Francesco Novara. Il lavoro non è più quello di un tempo, Milano, GueriniNext 2021
- (con Vittorio Gallese), Cosa significa essere umani?, Raffaello Cortina Editore, 2024.